# Haustellum damarcoi
Haustellum damarcoi is een slakkensoort uit de familie van de Muricidae. De wetenschappelijke naam van de soort is voor het eerst geldig gepubliceerd in 2011 door Briano & Damarco.